# Торопченко, Леонид Александрович
Леонид Александрович Торопченко (28 августа 1968, Москва — май 2017) — советский и российский хоккеист, нападающий.

## Биография
На юношеском уровне выступал за московский «Спартак». С сезона 1986/87 играл во второй лиге за «Спартак» Архангельск. По ходу следующего сезона оказался в СКА Ленинград. В сезонах 1989/90 — 1991/92 играл за «Химик» Воскресенск. В сентябре 1992 года подписал контракт с клубом НХЛ «Хартфорд Уэйлерз», но не мог играть в НХЛ, так как не был задрафтован и провёл сезон 1992/93 в фарм-клубе «Спрингфилд Индианс» из AHL. На драфте НХЛ 1993 года был выбран в 10-м раунде под общим 260-м номером клубом «Питтсбург Пингвинз» и отыграл сезон в фарм-клубе «Кливленд Ламберджекс». Вернувшись в Россию, играл за клубы «Торпедо» Ярославль (1994/95), «Металлург» Магнитогорск (1995/96), «Титан» Клин (1996/97, 1997/98, 1998/99), «Кристалл» Саратов (1997/98), «Нефтяник» Альметьевск (1998/99), «Химик» Воскресенск (1999/2000 — 2000/01), «Нефтяник» Лениногорск (2001/02), «Металлург» Серов (2001/02). Перед сезоном 1996/97 мог перейти в московский «Спартак», но клуб не рассчитался с магнитогорским «Металлургом».
Скончался от сердечного приступа в мае 2017 года в возрасте 48 лет.
Сын Алексей также хоккеист.